# Ludovico Madruzzo
Giovanni Ludovico Madruzzo báró, németül: Freiherr Johann Ludwig von Madrutz; (Trento, 1532  – Róma, 1600. április 20.,) a Madruzzo családból való tiroli bíboros és püspök.

## További információk

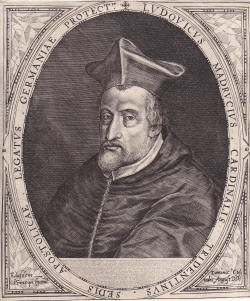
Ludovicus Madruzzo portréja

## Életpályája
Giovanni Ludovico Madruzzo politikusok és egyházi vezetők nagy múltú családjából származott. Szülei Niccolò Madruzzo és felesége, Helene von Lamberg voltak. Madruzzo nagybátyját, Cristoforo Madruzzót követte a tridenti püspökségben, akit unokaöccse, Carlo Emanuele Madruzzo követett, aki szintén bíboros lett.
1561 februárjában Madruzzo IV. Pius pápától kapta meg a bíborosi kalapot, majd röviddel ezután a római San Callisto-templom címzetes diakonátusa lett. 
1562-ben bíboros diakónusként Sant'Onofrio-ba költözött, majd 1569-ben ugyanennek a templomnak lett bíboros papja. Miután 1564-ben pappá szentelték saját egyházmegyéjében, 1567-ben a Trento herceg-püspöke lett, de Stanislaus Hosius bíboros csak 1570-ben szentelte püspökké. 
II. Ferdinánd osztrák főherceggel való ellentétei miatt, aki 1567-ben katonailag is elfoglalta az egyházmegyét, Madruzzo hosszú időt töltött Rómában, és élete végéig ott is maradt; csak szórványosan – például 1579-ben – tartózkodott magában Trentóban. 1600-ban bekövetkezett halála után utódjának VIII. Kelemen pápa Madruzzo unokaöccsét, Carlo Madruzzót nevezte ki.
Giovanni Ludovico Madruzzo 1582-ben pápai legátusként vett részt az augsburgi Birodalmi gyűlésen, és 1582. augusztus 12-én ő ajánlotta Trier új püspökének, hogy Johann von Schönenberget (1525–1599) püspökké szenteljék.
1586-ban Sant'Anastasia, 1591-ben pedig San Lorenzo in Lucina bíboros papja lett. Végül 1597-ben Madruzzót VIII. Kelemen pápa Sabina bíboros püspökévé, 1600-ban bekövetkezett halála évében pedig Frascati bíboros püspökévé emelte.
Giovanni Ludovico Madruzzo nagy múltú bíboros hét pápai választáson vehetett részt: 1565/1566, 1572, 1585, 1590 szeptemberében, 1590 október-decemberében, 1591-ben és 1592-ben.